# Уфимский ярус
| Пермский период в ОСШ (Россия) Деление по состоянию на март 2024 года |              |                |                       |
| система                                                               | отдел        | ярус / век     | Ниж. граница, млн лет |
| Триас                                                                 | Нижний       | Индский        | 251,902±0,024         |
| Пермь                                                                 | Татарский    | Вятский        | 259,51±0,2            |
| Пермь                                                                 | Татарский    | Северодвинский | 264,28±0,16           |
| Пермь                                                                 | Биармийский  | Уржумский      | 266,9±0,4             |
| Пермь                                                                 | Биармийский  | Казанский      | 273,01±0,14           |
| Пермь                                                                 | Приуральский | Уфимский       | ?                     |
| Пермь                                                                 | Приуральский | Кунгурский     | 283,5±0,6             |
| Пермь                                                                 | Приуральский | Артинский      | 290,1±0,26            |
| Пермь                                                                 | Приуральский | Сакмарский     | 293,52±0,17           |
| Пермь                                                                 | Приуральский | Ассельский     | 298,9±0,15            |
| Карбон                                                                | Верхний      | Гжельский      | больше                |

Уфимский ярус (англ. Ufimian Stage) — верхний ярус нижнего (приуральского) отдела пермской системы в Общей стратиграфической шкале (ОСШ) России, до 2006 года входивший в состав верхнего отдела. Соответствует уфимскому веку приуральской эпохи пермского периода. В ОСШ располагается над кунгурским ярусом приуральского отдела и под казанским ярусом биармийского отдела. Международный союз геологических наук не признаёт уфимский ярус и над кунгурским ярусом рассматривает роудский ярус гваделупского отдела.
Назван по Уфимской губернии (либо по городу Уфе).

## Описание
Следует за кунгурским ярусом, и предшествует казанскому. Возраст 270,6-272 млн лет. Подразделяется на соликамский (выделен в 1932 году Г. Н. Фредериксом, назван по городу Соликамску) и шешминский (выделен в 1960 году коллективом авторов, пришёл на смену уфимскому горизонту, и назван по реке Шешме) горизонты.
Сложен толщами красноцветных континентальных отложений (известняки, доломиты, мергели, глины, алевролиты, аргиллиты, песчаники), распространенных на Русской равнине и в Предуралье, и молассовыми — в зоне Предуральского краевого прогиба. Разрезы яруса находятся в бассейне нижнего течения реки Белой и её левых притоков в Западном Башкортостане, в Оренбуржье — на солянокупольных поднятиях (горы Сулак и Гребени около Оренбурга, и Каменная близ Буланово). В районе Уфы обнажения пород мощностью до 30 м (60 м) наблюдаются в верхней части правых склонов долин рек Белой и Уфы.
В отложениях встречаются остатки речных моллюсков, ракообразных (остракод), мхов, папоротникообразных; установлены месторождения сверхвязкой нефти, битумов, минеральных вод, медных руд, проявления Ва, Sr, Au.
Флора: Todites lobulatus Naug.

## История
Российский геолог А. В. Нечаев в 1915 году установил уфимский (вместе с казанским и татарским) ярус, включив его в состав верхнего отдела. Утверждён Межведомственным стратиграфическим комитетом только в 1960 году. Соликамский горизонт выделен в 1932 году Г. Н. Фредериксом и назван по городу Соликамску, шешминский — в 1960 году коллективом авторов, придя на смену уфимскому горизонту, и назван по реке Шешме.
В связи с прослеживающимся соответствием границ казанского и роудского яруса в МСШ уфимский ярус в 2006 году был включён в приуральский отдел.
30 сентября 2009 года во время казанской научной конференции по стратиграфии валидность уфимского яруса поставили под сомнение. В частности отмечалось, что соликамский горизонт является завершающей регрессивной стадией кунгурского века, а в Северной Америке есть много разрезов с отчётливым пограничным интервалом кунгурского и роудского (казанского) ярусов. Сопоставление конодонтов и аммоноидей из расположенных друг на друге канадских формаций Сабина-Бей и Ассистенс выявило уверенное соответствие этих отложений со стандартной верхней частью кунгурского и роудским/казанским ярусами, что полностью исключает наличие между ними «пробела» для уфимского яруса.